# 니시요네자와역
니시요네자와역(일본어: 西米沢駅)은 일본 야마가타현 요네자와시에 위치한 동일본 여객철도 요네사카 선의 철도역이다. 단선 승강장 1면 1선의 구조를 갖춘 지상역이다.

## 이용 현황
| 승차 인원 추이 | 승차 인원 추이 |
| 연도           | 1일 평균       |
| -------------- | -------------- |
| 2000           | 220            |
| 2001           | 192            |
| 2002           | 203            |
| 2003           | 220            |
| 2004           | 245            |

## 역 주변
- 야마가타 현도 153호 니시요네자와 테이류조 선

## 역사
- 1926년 9월 28일 : 요네사카 선 요네자와 - 이마이즈미 간 개통과 함께 개업.
- 1982년 11월 15일 : 간이 위탁화. 교환 설비 철거.
- 1987년 4월 1일 : 일본국유철도 분할 민영화에 의해, 동일본 여객철도가 승계.
- 1993년 : 간이 위탁 폐지, 무인화.
- 2014년 3월 29일 : 역사 재건축 완료.

## 인접 역
| 동일본 여객철도 요네사카 선  | 동일본 여객철도 요네사카 선 | 동일본 여객철도 요네사카 선 |
| ---------------------------- | --------------------------- | --------------------------- |
| 미나미요네자와 요네자와 방면 | ■ 요네사카 선               | 나루시마 사카마치 방면      |